# Kärlek (musikalbum)
Kärlek är ett musikalbum från 1989 av det svenska punkbandet Stockholms Negrer. På detta album har musikstilen ändrats dramatiskt, jämfört med de tidigare skivorna. Det finns nästan inget spår av punk kvar i musiken, utan stilen domineras av svensk mainstream pop-rock i stil med exempelvis Mauro Scocco, Peter LeMarc och Ulf Lundell. Dessutom finns mycket element av latin och reggae på vissa låtar. I synnerhet "Hitting" (cover på "Hitting with music", av Jimmy Cliff), som för övrigt är den tredje av alla gruppens få låtar på engelska (övriga: Love me baby & No brain no pain).

## Låtarna på albumet
1. Bra förlorare
2. Gift
3. Jag älskar min fru
4. Ta vad du vill och jämför
5. Lycklig
6. Rulla
7. Frihet
8. Kärlek
9. Min Prinsessa
10. Liten Clown
11. Cosa Nostra
12. Hitting (bonustrack, cover på Jimmy Cliff)